# Wojciech Owczarek (perkusista)
Wojciech Paweł Owczarek (ur. 8 lipca 1969 w Radomiu) – polski perkusista, członek rockowego zespołu Ira. Endorser marki perkusyjnej DW Drums.

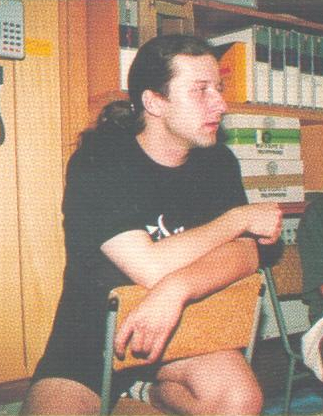
Wojciech Owczarek w 1994 roku

## Życiorys
W latach 1982–1986 uczęszczał do radomskiego Zespołu Szkół Muzycznych w klasie perkusji i fortepianu. Z wykształcenia jest monterem urządzeń teletransmisyjnych. Żonaty z Beatą.
Wiosną 1986 zaczął występować w amatorskim, funky metalowym zespole założonym przez gitarzystę Kubę Płucisza. Po rozpadzie grupy, wraz z Płuciszem, nowym wokalistą Arturem Gadowskim oraz kilkoma innymi muzykami założył zespół Ira. W pierwszej połowie lat 90. święcił największe sukcesy z kapelą, nagrał cztery albumy studyjne oraz jeden koncertowy. Zagrał także na fortepianie w utworze „Nadzieja” podczas sesji nagraniowej do płyty Mój dom w 1991. Po rozpadzie zespołu jesienią 1996 kontynuował grę wraz z basistą zespołu Piotrem Sujką, wspomagając Gadowskiego w okresie działań solowych. Zagrał też gościnnie na płycie Katarzyny Gärtner pt. Kamienie w 1998.  Grał na perkusji także podczas nagrywania drugiego solowego krążka Gadowskiego, G.A.D. w 2000.
W połowie 2000 wyjechał z Gadowskim i Sujką w celach zarobkowych do USA, gdzie pracował jako szklarz. W międzyczasie dołączył do nich gitarzysta Tomasz Ciastko, z którym już jako Ira zagrali kilkanaście koncertów w amerykańskich klubach. Po czterech miesiącach wrócili do Polski, a pod koniec 2001 reaktywowali Irę. Po powrocie na scenę nagrał z zespołem trzy albumy studyjne oraz jeden koncertowy.

## Dyskografia

### Ira
- Ira (1989)
- Mój dom (1991)
- 1993 rok (1993)
- Ira Live (1993)
- Znamię (1994)
- Ogrody (1995)
- Tu i teraz (2002)
- Ogień (2004)
- Live 15-lecie (2004)
- Londyn 08:15 (2007)
- 9 (2009)
- X (2013)
- Akustycznie (2014)[3]
- My (2016)
- Jutro (2021)[4]

### Artur Gadowski
- G.A.D. (2000)

### Gościnne występy
- Katarzyna Gärtner – Kamienie (1998)
- Ewelina Flinta – Przeznaczenie (2003)

## Sprzęt
- Bębny: "DW Collector's Series Maple drums 9x10", 10x12", 12x14", 14x16", 16x18", 20x24"
- Podwójna stopka: 9002
- Werbel: DW-Edge 6x14"
- Talerze: Zildjian
- Mikrofony: Audix-i5, D2, D4, D6
- Pałki: Gładek 150E Hickory
- Naciągi: Remo
- Futerał: Hardcase